# Peskovatski
Peskovatski (en rus: Песковатский) és un poble (un possiólok) de l'óblast de Lípetsk, a Rússia, que el 2013 tenia 928 habitants. Pertany al districte rural de Griazi.